# Наказбашевский заказник
Наказбашевский заказник (баш. Наҡаҫбаш заказнигы) — государственный природный зоологический заказник республиканского значения, расположенный в Куюргазинском и Кугарчинском районе Республики Башкортостан.

## Обзор
Заказник организован в соответствии с Постановлением Совета Министров Башкирской АССР от 18 марта 1969 года N 149. Постановлением Правительства Республики Башкортостан от 25 августа 2005 года N 189 заказник закреплен за государственным бюджетным учреждением Дирекция по особо охраняемым природным территориям Республики Башкортостан. Заказник образован с целью сохранения и увеличения численности ценных видов диких животных.
Площадь заказника составляет 23830 га, в том числе в Куюргазинском районе — 10830 га, в Кугарчинском — 13000 га.
Класс млекопитающих представлен 40 видами, из них 22 вида — объекты охоты. На пролёте и в гнездовой период в заказнике встречаются около 120 видов птиц, из которых около 30 являются объектами охоты.
Особой охране на территории заказника подлежат лось, кабан, косули, медведь, рысь, барсук, хори, горностай, зайцы, бобр, лисица, куница, норка американская, ондатра, тетерев, рябчик, журавль серый, горлица, сизый голубь, вяхирь, клинтух, вальдшнеп.
Встречаются чёрный коршун, ястреб-тетеревятник и ястреб-перепелятник, канюк, несколько видов сов. В заказнике на протяжении ряда лет регулярно гнездится орел-могильник, занесенный в Красную книгу Республики Башкортостан.